# Parlamentswahl in Finnland 1911
- SDP: 86
- KTL: 1
- RKP: 26
- NSP: 28
- ML: 16
- SP: 43

Die Parlamentswahl in Finnland 1911 (finnisch Eduskuntavaalit 1911; schwedisch Riksdagsvalet 1911) fand am 2. und 3. Januar 1911 statt. Es war die Wahl zum 5. finnischen Parlament.

## Teilnehmende Parteien
Es traten 6 verschiedene Parteien zur Wahl an:
| Partei | Partei | Ausrichtung                   | Spitzenkandidat     |
| ------ | --- | ----------------------------- | ------------------- |
|        | Sozialdemokratische Partei Finnlands Suomen Sosialidemokraattinen Puolue (SDP) Finlands Socialdemokratiska Parti | sozialdemokratisch            | Otto Wille Kuusinen |
|        | Finnische Partei Suomalainen Puolue (SP) Finska partiet                                                          | konservativ-fennoman          |                     |
|        | Jungfinnische Partei Nuorsuomalainen Puolue (NSP) Ungfinska partiet                                              | national-liberal              |                     |
|        | Schwedische Volkspartei Ruotsalainen Kansanpuolue (RKP) Svenska Folkpartiet (SFP)                                | liberal                       | Axel Lille          |
|        | Landbund Maalaisliitto (ML) Agrarförbundet                                                                       | sozialliberal                 | Kyösti Kallio       |
|        | Christlicher Arbeiterbund Finnlands Suomen Kristillisen Työväen Liitto (KTL) Finlands kristliga arbetarförbund   | christlich-sozialdemokratisch |                     |

## Wahlergebnis
Die Wahlbeteiligung lag bei 59,8 Prozent und damit 0,3 Prozentpunkte unter der Wahlbeteiligung bei der letzten Parlamentswahl 1910. Im Vergleich zur Wahl im Vorjahr gab es keine großen Veränderungen: lediglich die Finnische Partei gewann einen Sitz während der Landbund ein Sitz verlor.
| Partei            | Partei                                     | Stimmen   | Stimmen | Stimmen | Sitze  | Sitze |
| Partei            | Partei                                     | Anzahl    | %       | +/−     | Anzahl | +/−   |
| ----------------- | ------------------------------------------ | --------- | ------- | ------- | ------ | ----- |
|                   | Sozialdemokratische Partei Finnlands (SDP) | 321.201   | 40,03   | −0,01   | 86     | —     |
|                   | Finnische Partei (SP)                      | 174.177   | 21,71   | −0,38   | 43     | +1    |
|                   | Jungfinnische Partei (NSP)                 | 119.361   | 14,88   | +0,44   | 28     | —     |
|                   | Schwedische Volkspartei (RKP)              | 106.810   | 13,31   | −0,22   | 26     | —     |
|                   | Landbund (ML)                              | 62.885    | 7,84    | +0,24   | 16     | −1    |
|                   | Christlicher Arbeiterbund Finnlands (KTL)  | 17.245    | 2,15    | −0,04   | 1      | —     |
|                   | Sonstige                                   | 708       | 0,09    | −0,04   | —      | —     |
| Gesamt            | Gesamt                                     | 802.387   | 100,00  |         | 200    |       |
| Gültige Stimmen   | Gültige Stimmen                            | 802.387   | 99,42   |         |        |       |
| Ungültige Stimmen | Ungültige Stimmen                          | 4.707     | 0,58    |         |        |       |
| Wahlbeteiligung   | Wahlbeteiligung                            | 807.094   | 59,78   |         |        |       |
| Wahlberechtigte   | Wahlberechtigte                            | 1.350.058 | 100,00  |         |        |       |
| Quelle:           |                                            |           |         |         |        |       |